# Artròpodes
Els artròpodes (Arthropoda) són un embrancament d'invertebrats dotats d'un exoesquelet (esquelet extern), un cos segmentat, i extremitats articulades anomenades apèndixs. Els artròpodes inclouen els insectes, els aràcnids, els crustacis i els miriàpodes entre d'altres. La paraula prové del grec ἄρθρον, 'articulació', i πούς 'peu' (genitiu ποδός).
Els artròpodes es caracteritzen per les seves extremitats articulades i la seva cutícula, composta principalment d'alfa-quitina biomineralitzada amb carbonat de calci. La rigidesa de la cutícula impedeix el creixement, de manera que els artròpodes muden periòdicament. El pla corporal dels artròpodes consisteix en segments repetits, cadascun amb un parell d'apèndixs. El seu pla corporal és tan polivalent que s'ha comparat els artròpodes amb les navalles suïsses, i els ha permès que esdevinguin el gremi ecològic més ric en espècies de la majoria d'ambients. Amb més d'un milió d'espècies descrites representen més del 80% de les espècies vivents conegudes. Són un dels dos únics grups que han conegut un gran èxit a ambients secs –els altres són els amniotes–. La seva mida varia, del plàncton microscòpic a crustacis que mesuren metres. La cavitat interna principal dels artròpodes és un hemocel, que acomoda els òrgans interns i a través del qual flueix la seva sang; tenen un sistema circulatori obert. Com el seu exterior, els òrgans interns dels artròpodes es componen generalment de segments repetits. El seu sistema nerviós s'assembla a una escala, amb cordons nerviosos ventrals aparellats que travessen tots els segments i formen ganglis aparellats a cada segment. El seu cap està format per la fusió d'un nombre variable de segments, i el seu cervell està format per la fusió dels ganglis d'aquests segments i encercla l'esòfag. Els sistemes respiratori i excretor dels artròpodes varien, depenent tant del medi en què viuen com del subembrancament al qual pertanyen.
La seva visió es basa en diverses combinacions d'ulls compostos i ocels; en moltes espècies els ocels només poden detectar de quina direcció ve la llum, i els ulls compostos són la font principal d'informació, però els ulls principals de les aranyes són ocels que poden formar imatges i, en alguns casos, poden moure's per seguir les preses. Els artròpodes també tenen una àmplia varietat de sensors químics i mecànics, basats en gran part en modificacions de les nombroses setes (cerres) que es projecten a través de la seva cutícula.
Els mètodes de reproducció i desenvolupament dels artròpodes són diversos; totes les espècies terrestres utilitzen fertilització interna, però sovint es fa per transferència indirecta de l'esperma mitjançant un apèndix o el terra, en lloc d'injecció directa. Les espècies aquàtiques utilitzen o bé fertilització interna o bé fertilització externa. Gairebé tots els artròpodes ponen ous, excepte els escorpins, que donen a llum cries vives després que els ous es descloguin dins la mare. Els nounats varien, d'adults en miniatura a larves i erugues que manquen d'extremitats articulades i que eventualment sofreixen una metamorfosi total per assolir la forma adulta. El grau de cura maternal de les cries varia de zero fins a la cura perllongada que ofereixen els escorpins.
La polivalència del pla corporal modular dels artròpodes ha fet que sigui difícil pels zoòlegs i paleontòlegs classificar-los i esbrinar-ne l'ascendència evolutiva, que es remunta al període Cambrià i possiblement abans. Des dels anys 1950 i al final dels anys 1970 certs pèrits creien que els artròpodes eren polifilètics, és a dir, que no existí cap avantpassat únic per tots els artròpodes. Avui en dia generalment se'ls considera monofilètics. Tradicionalment es considerava que els parents evolutius més propers dels artròpodes eren els cucs anèl·lids, car els dos grups tenen cossos segmentats. Actualment s'accepta generalment que els artròpodes pertanyen al superembrancament dels ecdisozous («animals que muden») mentre que els anèl·lids pertanyen a un altre, el dels lofotrocozous. Les relacions entre els diversos grups d'artròpodes encara són objecte de debat.
Tot i que els artròpodes contribueixen al subministrament d'aliment pels humans directament com a menjar, i de manera més important com a pol·linitzadors dels conreus, també poden estendre algunes de les malalties més greus i causen danys considerables al bestiar i els conreus.

## Estructura bàsica
Malgrat aquesta gran diversitat, els artròpodes presenten una estructura general força homogènia. Es caracteritzen per:
- La presència d'un exoesquelet dur,[9] la cutícula, compost principalment d'alfa-quitina, un derivat de la glucosa,[10] que proporciona protecció física i resistència a la dessecació.
- La possessió d'un cos segmentat, és a dir, format per diversos segments o metàmers.
- La presència d'un parell d'apèndixs articulats a cada metàmer, que és la característica que dona el nom al grup.

L'èxit dels artròpodes es relaciona amb aquest tipus d'estructura i amb l'eficiència de l'exoesquelet, i han pogut colonitzar hàbitats prohibits per a altres invertebrats i molts cordats.
La rigidesa del cos ha empès l'organisme a desenvolupar els apèndixs articulats, que utilitzen principalment per a la locomoció, la funció primària, però que s'han especialitzat per a realitzar altres funcions com l'alimentació, la percepció sensorial i la defensa. La pressió hidràulica originada per la pressió arterial creada pel cor ajuda en part al sistema muscular. Aquest sistema hidràulic està especialment ben desenvolupat en les aranyes.
La seva mida va des del nivell microscòpic (~ 0,2 mm) en exemplars planctònics, fins a alguns metres; l'artròpode vivent més gran és un cranc, Macrocheira kaempferi, que té una amplitud de cames que arriba als 3 metres i mig, i alguns artròpodes prehistòrics eren fins i tot més grossos, com Pterygotus i Arthropleura.

## Segmentació i cutícula
La cutícula, d'origen epidèrmic, forma un exoesquelet rígid, compost principalment de quitina. Periòdicament, per poder créixer, necessita fer la muda i renovar aquesta cobertura. Està formada per:
- una zona interior, la procutícula, constituïda per proteïnes i quitina i és la responsable de la duresa de l'exoesquelet.
- una zona exterior, la epicutícula, que està per damunt de la procutícula; no és quitinosa i està feta de proteïnes i lípids.

L'exoesquelet pren la forma de plaques en els segments (on s'anomenen esclerits) i anells en els apèndixs. Serveix de protecció davant l'atac dels predadors i és impermeable. Per créixer, un artròpode ha de desprendre's del seu exoesquelet vell i secretar-ne un de nou. Aquest procés, l'ecdisi, és car en termes d'energia, i durant aquest període de la muda un artròpode és molt vulnerable.

## Metàmers

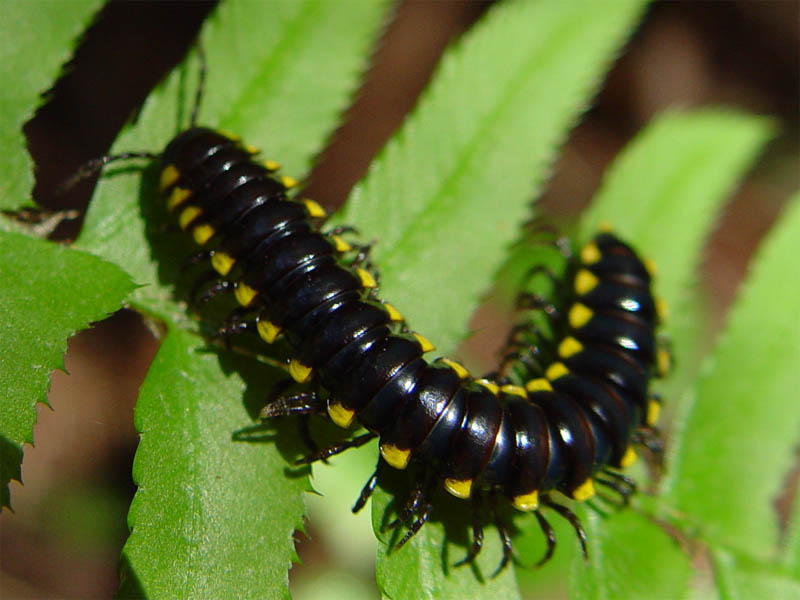
Harpaphe haydeniana, un miriàpode

El cos d'artròpodes es divideix en una sèrie de segments o metàmers que, alhora, s'agrupen formant diverses regions o tagmes. D'aquesta manera la segmentació queda alterada pel fenomen de la tagmatització.
La regió anterior o cefàlica és una constant en tots els artròpodes, on ha desaparegut la metamerització primitiva i s'ha produït una modificació dels apèndixs de manera que exerceixen altres funcions a més de la locomoció: tàctil (antenes), mastegadora (mandíbules, maxil·les) i prènsil (pedipalps, quelícers, pinces, maxil·lípedes).
A més de la regió cefàlica, segons els grups, la resta del cos s'organitza de diferents maneres. Per exemple: 
- En els trilobits hi ha el cèfalon (regió cefàlica), i el tronc es divideix a més en el tòrax i el pigidi.
- En els aràcnids hi ha el prosoma (regió cefàlica) i l'opistosoma, sense cap apèndix locomotor.
- En els crustacis hi ha el cèfalon (la regió cefàlica), el tòrax (perèion) (la regió intermèdia) amb els apèndixs corresponents anomenats pereiopodis, i el plèon (la regió posterior) amb els pleopodis. En alguns casos pot haver-hi una furca final relacionada amb el tèlson.

La part més anterior de la regió cefàlica s'anomena àcron i la més posterior del cos, tèlson, i no són considerades metàmers perquè no presenten esbossos mesodèrmics en les fases embrionàries.

## Aparell respiratori

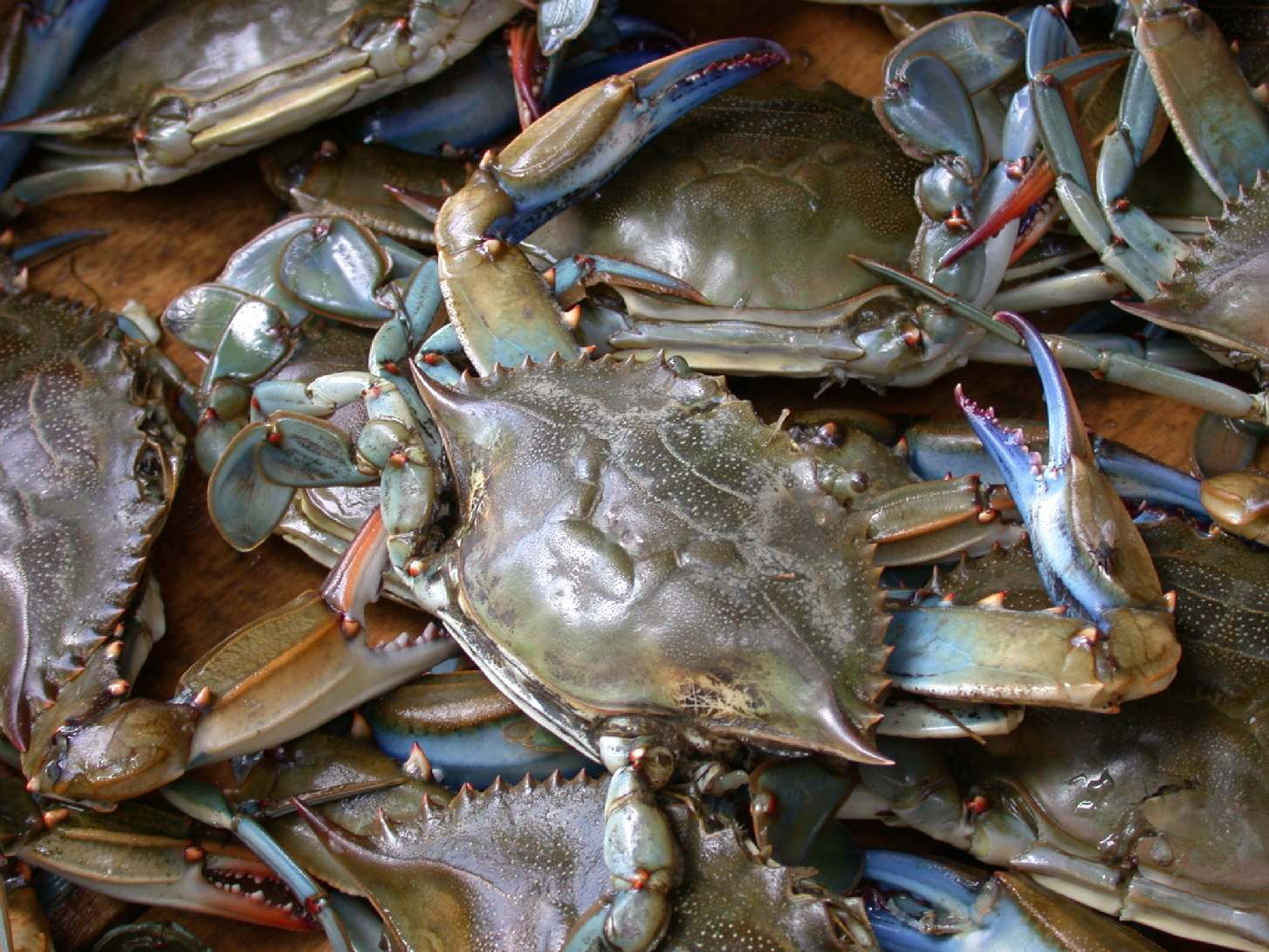
Callinectes sapidus, un crustaci

Hi ha diferents organitzacions de l'aparell respiratori en els artròpodes. Els aquàtics utilitzen les brànquies per intercanviar gasos. Aquestes brànquies tenen una àrea de superfície extensa en contacte amb l'aigua circumdant. Els artròpodes terrestres han incrementat les superfícies internes especialitzades en l'intercanvi de gasos.
Els insectes i la majoria de les altres espècies terrestres tenen sistemes traqueals, que porten l'aire que va des d'uns porus anomenats espiracles situats a la cutícula de l'epidermis, fins a uns sacs aeris en l'interior del cos. Altres artròpodes utilitzen pulmons de llibre, unes brànquies modificades per a poder respirar aire.
En els crancs terrestres les cambres de les brànquies, a vegades, tenen dues estructures diferents: una que utilitzen per respirar sota l'aigua, i un altre adaptada de manera especial per captar l'oxigen de l'aire, una mena de pseudopulmó.
Excepcionalment, alguns artròpodes realitzen la respiració cutània. Algunes àrees de les potes del cranc Birgus latro es cobreixen amb oxigen que poden absorbir per la membrana.

## Aparell digestiu

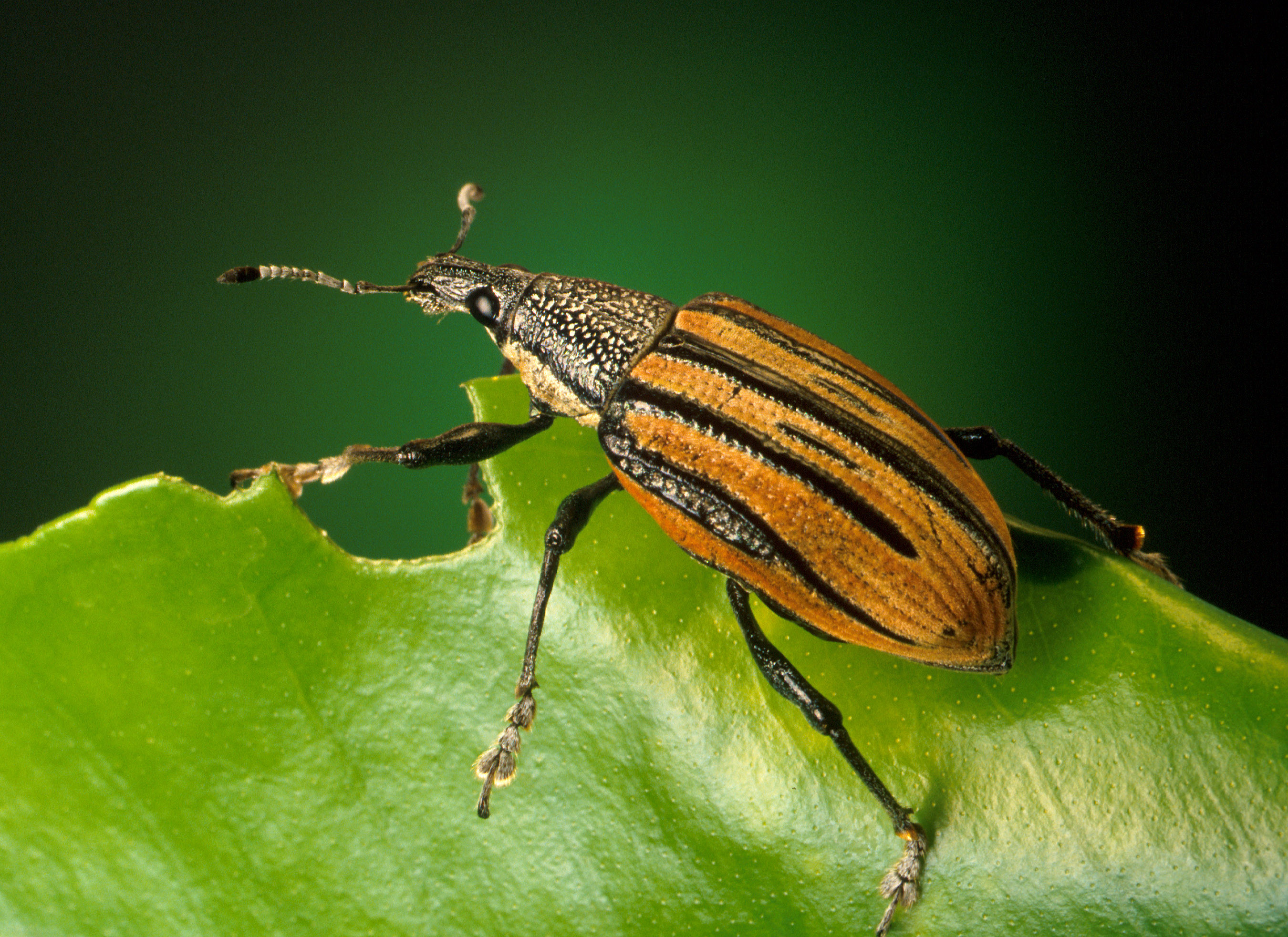
Diaprepes abbreviatus, un insecte

Els artròpodes tenen un aparell digestiu força variat, però de manera general és rectilini i se'n poden destacar tres parts: 
- L'estomodeu, d'origen ectodèrmic, que comença a la boca amb els corresponents apèndixs bucals, la faringe, l'esòfag i altres cavitats.
- El mesodeu, endodèrmic, zona on es realitza la digestió i l'absorció de l'aliment.
- El proctodeu, ectodèrmic, que finalitza amb l'anus i que és on es fabriquen els excrements i es reabsorbeix l'aigua.

La digestió de l'aliment generalment és interna, però en molts aràcnids és externa; aboquen els sucs digestius damunt de les preses i posteriorment absorbeixen el producte resultant, que acaben de digerir en el mesodeu.

## Sistema circulatori

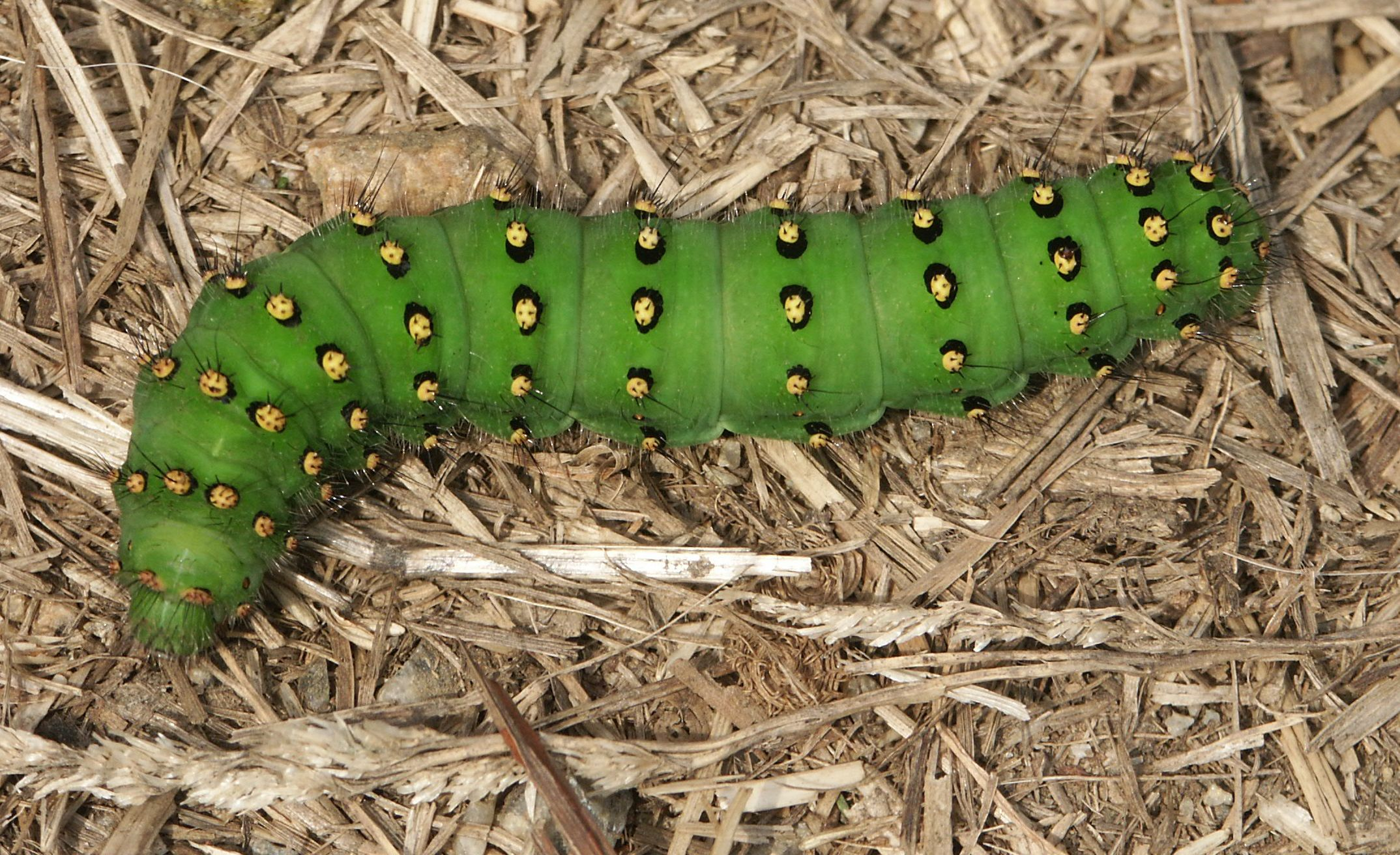
Una eruga, l'especialització dels artròpodes

El sistema circulatori és de tipus obert i el líquid circulatori o hemolimfa banya directament els teixits i òrgans. Presenten un cor, l'òrgan propulsor de l'hemolimfa, que està en posició dorsal, i uns vasos per on circula el líquid.
L'hemolimfa conté hemocianina, una proteïna que transporta l'oxigen basant-se en el coure. El coure és el responsable dels color blau de l'hemolimfa dels artròpodes, i és diferent de la sang dels vertebrats que és vermella perquè utilitzen hemoglobina, i conté ferro. L'hemolimfa és propulsada per una sèrie de cors, disposats dorsalment, i està en contacte directe amb els teixits.
Els artròpodes són protòstoms. Hi ha un celoma, però queda reduït a una cavitat minúscula al voltant dels òrgans reproductors i excretors, i la cavitat dominant del cos és un hemocel ple de l'hemolimfa, que banya els òrgans directament.

## Sistema nerviós
El sistema nerviós és de tipus ganglionar i està en posició ventral, a excepció de la massa ganglionar que forma el cervell que està per damunt de l'esòfag. Presenten una estructura que s'assembla a la dels anèlids, però amb més complexitat.
A més del cervell, producte de la fusió de tres parells de ganglis, existeix una cadena ventral de ganglis, que formen el sistema nerviós central. A més, diferenciat, hi ha un sistema nerviós simpàtic, que estan relacionats amb el sistema central, i que innerva les vísceres.

### Sentits
Les sensílies són les unitats funcionals dels òrgans sensorials dels artròpodes; tenen origen ectodèrmic i normalment tenen forma d'espina, placa, vareta, con o clavilla; es compon d'una o unes poques cèl·lules amb una connexió nerviosa.
La rígida cutícula dels artròpodes bloquejaria la informació sobre el món exterior si no fos pel fet que és penetrada per molts sensors o connexions de sensors al sistema nerviós. De fet, els artròpodes han modificat la seva cutícula en elaborats conjunts de sensors. Diversos mecanoreceptors, principalment setes, responen a diferents nivells de força, des d'un contacte molt fort fins a corrents d'aire molt febles. Els quimioreceptors detecten el que equivaldria als sentits del gust i l'olfacte, sovint també mitjançant setes. Els receptors de pressió sovint prenen la forma de membranes que funcionen com timpans, però estan connectats directament als nervis en lloc d'a ossicles auditius. Les antenes de la majoria d'hexàpodes inclouen paquets de sensors que determinen la humitat i la temperatura.

## Reproducció i cicle vital
En general són dioics, és a dir, hi ha mascles i femelles, sovint amb una clara diferenciació o dimorfisme sexual. Hi ha, però, exemples d'hermafroditisme. La reproducció és sexual però hi ha casos de partenogènesi. Són ovípars, però existeixen exemples d'espècies ovovivípars i vivípars.
El desenvolupament es realitza a través d'una sèrie de fases juvenils o larvàries, la metamorfosi, que en alguns casos implica grans diferències morfològiques.

## Classificació
Els artròpodes es classifiquen típicament en cinc subembrancaments, dels quals un està extint:
1. Els trilobits varen ser un nombrós grup d'animals marins que varen desaparèixer en l'extinció massiva del Permià-Triàsic.
2. Els aràcnids, que inclou aranyes, àcars, escorpins i altres animals relacionats. Són caracteritzats per la presència de quelícers.
3. Els miriàpodes comprenen els milpeus, centpeus i d'altres parents; tenen molts segments al cos, cada un amb un o dos parells de potes. S'agrupen a vegades amb les hexàpodes.
4. Els insectes comprenen els insectes i tres petits ordres similars als insectes, amb sis potes toràciques. De vegades s'agrupen amb els miriàpodes, en un grup anomenat Uniramia, encara que l'evidència genètica tendeix a donar suport a una relació més propera entre hexàpodes i crustacis.
5. Els crustacis són principalment marins amb algunes excepcions (isòpodes) i es caracteritzen per tenir apèndixs birramis. Inclouen gambes, crancs i molts d'altres.

Cal destacar que, des que el Codi Internacional de Nomenclatura Zoològica no reconeix cap prioritat per sobre del rang de família dels animals, segons les fonts, els grans grups es poden trobar categoritzats de maneres molt diferents.
A banda d'aquests grups essencials, hi ha també un cert nombre de formes fòssils, principalment del Cambrià inferior, incloent-hi els anomalocarídids, Euthycarcinoidea i Arthrogyrinus que són difícils de situar. També s'observa una manca d'afinitat òbvia amb qualsevol dels grups principals o d'una afinitat clara amb uns quants d'ells.
Subembrancaments i classes:
- Subembrancament Chelicerata
  - Arachnida
  - Merostomata
  - Pycnogonida
- Subembrancament Crustacea
  - Branchiopoda
  - Cephalocarida
  - Malacostraca
  - Maxillopoda
  - Ostracoda
  - Remipedia
- Subembrancament Hexapoda
  - Collembola
  - Diplura
  - Insecta
  - Protura
- Subembrancament Myriapoda
  - Chilopoda
  - Diplopoda
  - Pauropoda
  - Symphyla
- Subembrancament Trilobitomorpha †
  - Trilobita †

## Filogènesi
Durant moltes dècades, les relacions filogenètiques dels celomats es van basar en la concepció dels articulats de Cuvier, un clade format per anèl·lids i artròpodes. Nombroses anàlisi morfològiques moderns basats en principis cladistes han corroborat l'existència del clade articulats, per exemple, Brusca i Brusca, Nielsen o Nielsen et al., entre d'altres.
No obstant això, diverses anàlisis cladístiques, com el de dades combinades de Zrzavý et al (1998) estan arribant a la conclusió que anèl·lids i artròpodes no estan directament relacionats. La presència de metamerizació en anèl·lids i artròpodes hauria de considerar-se, doncs, como una convergècia evolutiva. En canvi, aquests estudis proposen el clade Ecdysozoa en el qual els artròpodes mostren estretes relacions filogenètiques amb grups pseudocelomats, com els nematodes, nematomorfs, priapúlids i cinorincs, per la presència compartida d'una cutícula quitinosa que és mudada (ècdisi) periòdicament.
La filogènesi interna dels artròpodes ha estat molt controvertida, amb una enfrontada polèmica entre els partidaris del monofiletisme i els del polifiletisme.
Snodgrass
i Cisne
n'han defensat el monofiletisme, malgrat que el primer contempla els artròpodes dividits en aracnats + mandibulats, i el segon els considera dividits en esquizoramis i atelocerats. Tiegs i Manton van defensar el difiletisme, amb els artròpodes dividits en esquizoramis + uniramis i els onicòfors como grup germà de miriàpodes + hexàpodes. Posteriorment, Manton i Anderson van defensar el polifiletisme del grup (vegeu Uniramia).
Amb l'aparició dels primers estudis basats en dades moleculars i anàlisi combinades de dades morfològiques i moleculars, sembla que l'antiga polèmica sobre monofiletisme i polifiletisme ha quedat superada, ja que tots ells corroboren que els artròpodes són un grup monofilétic en el qual inclouen també els onicòfors i tardígrads (el clade s'ha denominat panartròpodes); la majoria també proposen l'existència del clade mandibulats. No obstant això, han sorgit noves controvèrsies, sobretot al voltant de dues hipòtesis alternatives mútuament excloents que són motiu de debat en nombrosos articles sobre filogènia i evolució dels artròpodes: atelocerats (miriàpodes + hexàpodes) (Wheeler) (cladograma A) versus pancrustacis (crustacis + hexàpodes) (Giribert i Ribera) (cladograma B):
A
|             | Crustacea                                              |
|             |                                                        |
| Atelocerata | \| \| Myriapoda \| \| \| \| \| \| Hexapoda \| \| \| \| |
|             | \| \| Myriapoda \| \| \| \| \| \| Hexapoda \| \| \| \| |
|             | Myriapoda                                              |
|             |                                                        |
|             | Hexapoda                                               |
|             |                                                        |

|  | Myriapoda |
|  |           |
|  | Hexapoda  |
|  |           |

|             | Crustacea                                              |
|             |                                                        |
| Atelocerata | \| \| Myriapoda \| \| \| \| \| \| Hexapoda \| \| \| \| |
|             | \| \| Myriapoda \| \| \| \| \| \| Hexapoda \| \| \| \| |
|             | Myriapoda                                              |
|             |                                                        |
|             | Hexapoda                                               |
|             |                                                        |

|  | Myriapoda |
|  |           |
|  | Hexapoda  |
|  |           |

|             | Crustacea                                              |
|             |                                                        |
| Atelocerata | \| \| Myriapoda \| \| \| \| \| \| Hexapoda \| \| \| \| |
|             | \| \| Myriapoda \| \| \| \| \| \| Hexapoda \| \| \| \| |
|             | Myriapoda                                              |
|             |                                                        |
|             | Hexapoda                                               |
|             |                                                        |

|  | Myriapoda |
|  |           |
|  | Hexapoda  |
|  |           |

|             | Crustacea                                              |
|             |                                                        |
| Atelocerata | \| \| Myriapoda \| \| \| \| \| \| Hexapoda \| \| \| \| |
|             | \| \| Myriapoda \| \| \| \| \| \| Hexapoda \| \| \| \| |
|             | Myriapoda                                              |
|             |                                                        |
|             | Hexapoda                                               |
|             |                                                        |

|  | Myriapoda |
|  |           |
|  | Hexapoda  |
|  |           |

|             | Crustacea                                              |
|             |                                                        |
| Atelocerata | \| \| Myriapoda \| \| \| \| \| \| Hexapoda \| \| \| \| |
|             | \| \| Myriapoda \| \| \| \| \| \| Hexapoda \| \| \| \| |
|             | Myriapoda                                              |
|             |                                                        |
|             | Hexapoda                                               |
|             |                                                        |

|  | Myriapoda |
|  |           |
|  | Hexapoda  |
|  |           |

|             | Crustacea                                              |
|             |                                                        |
| Atelocerata | \| \| Myriapoda \| \| \| \| \| \| Hexapoda \| \| \| \| |
|             | \| \| Myriapoda \| \| \| \| \| \| Hexapoda \| \| \| \| |
|             | Myriapoda                                              |
|             |                                                        |
|             | Hexapoda                                               |
|             |                                                        |

|  | Myriapoda |
|  |           |
|  | Hexapoda  |
|  |           |

|             | Crustacea                                              |
|             |                                                        |
| Atelocerata | \| \| Myriapoda \| \| \| \| \| \| Hexapoda \| \| \| \| |
|             | \| \| Myriapoda \| \| \| \| \| \| Hexapoda \| \| \| \| |
|             | Myriapoda                                              |
|             |                                                        |
|             | Hexapoda                                               |
|             |                                                        |

|  | Myriapoda |
|  |           |
|  | Hexapoda  |
|  |           |

|             | Crustacea                                              |
|             |                                                        |
| Atelocerata | \| \| Myriapoda \| \| \| \| \| \| Hexapoda \| \| \| \| |
|             | \| \| Myriapoda \| \| \| \| \| \| Hexapoda \| \| \| \| |
|             | Myriapoda                                              |
|             |                                                        |
|             | Hexapoda                                               |
|             |                                                        |

|  | Myriapoda |
|  |           |
|  | Hexapoda  |
|  |           |

B
|              | Myriapoda                                              |
|              |                                                        |
| Pancrustacea | \| \| Crustacea \| \| \| \| \| \| Hexapoda \| \| \| \| |
|              | \| \| Crustacea \| \| \| \| \| \| Hexapoda \| \| \| \| |
|              | Crustacea                                              |
|              |                                                        |
|              | Hexapoda                                               |
|              |                                                        |

|  | Crustacea |
|  |           |
|  | Hexapoda  |
|  |           |

|              | Myriapoda                                              |
|              |                                                        |
| Pancrustacea | \| \| Crustacea \| \| \| \| \| \| Hexapoda \| \| \| \| |
|              | \| \| Crustacea \| \| \| \| \| \| Hexapoda \| \| \| \| |
|              | Crustacea                                              |
|              |                                                        |
|              | Hexapoda                                               |
|              |                                                        |

|  | Crustacea |
|  |           |
|  | Hexapoda  |
|  |           |

|              | Myriapoda                                              |
|              |                                                        |
| Pancrustacea | \| \| Crustacea \| \| \| \| \| \| Hexapoda \| \| \| \| |
|              | \| \| Crustacea \| \| \| \| \| \| Hexapoda \| \| \| \| |
|              | Crustacea                                              |
|              |                                                        |
|              | Hexapoda                                               |
|              |                                                        |

|  | Crustacea |
|  |           |
|  | Hexapoda  |
|  |           |

|              | Myriapoda                                              |
|              |                                                        |
| Pancrustacea | \| \| Crustacea \| \| \| \| \| \| Hexapoda \| \| \| \| |
|              | \| \| Crustacea \| \| \| \| \| \| Hexapoda \| \| \| \| |
|              | Crustacea                                              |
|              |                                                        |
|              | Hexapoda                                               |
|              |                                                        |

|  | Crustacea |
|  |           |
|  | Hexapoda  |
|  |           |

|              | Myriapoda                                              |
|              |                                                        |
| Pancrustacea | \| \| Crustacea \| \| \| \| \| \| Hexapoda \| \| \| \| |
|              | \| \| Crustacea \| \| \| \| \| \| Hexapoda \| \| \| \| |
|              | Crustacea                                              |
|              |                                                        |
|              | Hexapoda                                               |
|              |                                                        |

|  | Crustacea |
|  |           |
|  | Hexapoda  |
|  |           |

|              | Myriapoda                                              |
|              |                                                        |
| Pancrustacea | \| \| Crustacea \| \| \| \| \| \| Hexapoda \| \| \| \| |
|              | \| \| Crustacea \| \| \| \| \| \| Hexapoda \| \| \| \| |
|              | Crustacea                                              |
|              |                                                        |
|              | Hexapoda                                               |
|              |                                                        |

|  | Crustacea |
|  |           |
|  | Hexapoda  |
|  |           |

|              | Myriapoda                                              |
|              |                                                        |
| Pancrustacea | \| \| Crustacea \| \| \| \| \| \| Hexapoda \| \| \| \| |
|              | \| \| Crustacea \| \| \| \| \| \| Hexapoda \| \| \| \| |
|              | Crustacea                                              |
|              |                                                        |
|              | Hexapoda                                               |
|              |                                                        |

|  | Crustacea |
|  |           |
|  | Hexapoda  |
|  |           |

|              | Myriapoda                                              |
|              |                                                        |
| Pancrustacea | \| \| Crustacea \| \| \| \| \| \| Hexapoda \| \| \| \| |
|              | \| \| Crustacea \| \| \| \| \| \| Hexapoda \| \| \| \| |
|              | Crustacea                                              |
|              |                                                        |
|              | Hexapoda                                               |
|              |                                                        |

|  | Crustacea |
|  |           |
|  | Hexapoda  |
|  |           |

Els estudis més recents tendeixen a suggerir que els crustacis podrien ser un grup polifilètic per la sorprenent posició dels col·lèmbols, considerats fins ara un grup d'hexàpodes. Els miriàpodes i el quelicerats anirien dins el clade Paradoxopoda i els insectes dins els Myriochelata al costat de certs grups de crustacis.
El següent cladograma mostra les esmentades relacions filogenètiques entre els principals grups d'artròpodes existents, obtingudes amb les seqüències d'ADN mitocondrial. S'han destacat en rosa els taxons que són considerats crustacis en les classificacions tradicionals per tal d'emfatitzar les grans discrepàncies entre les filogènies tradicionals i les moleculars: 
|  | Myriapoda   |
|  |             |
|  | Chelicerata |
|  |             |

|  | Cirripedia                                               |
|  |                                                          |
|  | \| \| Remipedia \| \| \| \| \| \| Collembola \| \| \| \| |
|  |                                                          |
|  | Remipedia                                                |
|  |                                                          |
|  | Collembola                                               |
|  |                                                          |

|  | Remipedia  |
|  |            |
|  | Collembola |
|  |            |

|  | \| \| Branchiopoda \| \| \| \| \| \| Cephalocarida \| \| \| \| \| \| Malacostraca \| \| \| \| |
|  |                                                                                               |
|  | Insecta                                                                                       |
|  |                                                                                               |
|  | Branchiopoda                                                                                  |
|  |                                                                                               |
|  | Cephalocarida                                                                                 |
|  |                                                                                               |
|  | Malacostraca                                                                                  |
|  |                                                                                               |

|  | Branchiopoda  |
|  |               |
|  | Cephalocarida |
|  |               |
|  | Malacostraca  |
|  |               |

|  | Cirripedia                                               |
|  |                                                          |
|  | \| \| Remipedia \| \| \| \| \| \| Collembola \| \| \| \| |
|  |                                                          |
|  | Remipedia                                                |
|  |                                                          |
|  | Collembola                                               |
|  |                                                          |

|  | Remipedia  |
|  |            |
|  | Collembola |
|  |            |

|  | \| \| Branchiopoda \| \| \| \| \| \| Cephalocarida \| \| \| \| \| \| Malacostraca \| \| \| \| |
|  |                                                                                               |
|  | Insecta                                                                                       |
|  |                                                                                               |
|  | Branchiopoda                                                                                  |
|  |                                                                                               |
|  | Cephalocarida                                                                                 |
|  |                                                                                               |
|  | Malacostraca                                                                                  |
|  |                                                                                               |

|  | Branchiopoda  |
|  |               |
|  | Cephalocarida |
|  |               |
|  | Malacostraca  |
|  |               |

|  | Myriapoda   |
|  |             |
|  | Chelicerata |
|  |             |

|  | Cirripedia                                               |
|  |                                                          |
|  | \| \| Remipedia \| \| \| \| \| \| Collembola \| \| \| \| |
|  |                                                          |
|  | Remipedia                                                |
|  |                                                          |
|  | Collembola                                               |
|  |                                                          |

|  | Remipedia  |
|  |            |
|  | Collembola |
|  |            |

|  | \| \| Branchiopoda \| \| \| \| \| \| Cephalocarida \| \| \| \| \| \| Malacostraca \| \| \| \| |
|  |                                                                                               |
|  | Insecta                                                                                       |
|  |                                                                                               |
|  | Branchiopoda                                                                                  |
|  |                                                                                               |
|  | Cephalocarida                                                                                 |
|  |                                                                                               |
|  | Malacostraca                                                                                  |
|  |                                                                                               |

|  | Branchiopoda  |
|  |               |
|  | Cephalocarida |
|  |               |
|  | Malacostraca  |
|  |               |

|  | Cirripedia                                               |
|  |                                                          |
|  | \| \| Remipedia \| \| \| \| \| \| Collembola \| \| \| \| |
|  |                                                          |
|  | Remipedia                                                |
|  |                                                          |
|  | Collembola                                               |
|  |                                                          |

|  | Remipedia  |
|  |            |
|  | Collembola |
|  |            |

|  | \| \| Branchiopoda \| \| \| \| \| \| Cephalocarida \| \| \| \| \| \| Malacostraca \| \| \| \| |
|  |                                                                                               |
|  | Insecta                                                                                       |
|  |                                                                                               |
|  | Branchiopoda                                                                                  |
|  |                                                                                               |
|  | Cephalocarida                                                                                 |
|  |                                                                                               |
|  | Malacostraca                                                                                  |
|  |                                                                                               |

|  | Branchiopoda  |
|  |               |
|  | Cephalocarida |
|  |               |
|  | Malacostraca  |
|  |               |